# Памятник Талалихину (Москва)
Памятник лётчику-истребителю В. В. Талалихину в Москве установлен на развилке улиц Талалихина и Малой Калитниковской в Таганском районе города.

## История
Инициаторами установки памятника стали жители Таганского района Москвы. 19 июня 2001 года Правительство Москвы приняло постановление № 546-ПП «О ходе выполнения Плана основных мероприятий по подготовке и проведению празднования 60-й годовщины битвы под Москвой» с бюджетом 3 млн. рублей, по которому предусматривалось спроектировать памятник, отлить его в бронзе, благоустроить территорию и организовать торжественные мероприятия по открытию памятника. 4 декабря 2001 г. памятник Талалихину был открыт. Памятник выполнен из бронзы и установлен на гранитном постаменте. Он изображает лётчика, стоящего в полный рост в обмундировании лётного состава тех времён. Надпись золотыми буквами на постаменте гласит:
БЕССТРАШНОМУ ЗАЩИТНИКУ МОСКВЫ

ГЕРОЮ СОВЕТСКОГО СОЮЗА

ЛЕТЧИКУ

ВИКТОРУ ВАСИЛЬЕВИЧУ

ТАЛАЛИХИНУ

1918—1941
Авторами памятника выступили скульптор А. В. Балашов и архитекторы И. Н. Воскресенский и И. А. Воскресенская, имена которых выбиты на обратной стороне постамента.